# Taça Guanabara de 1971
A Taça Guanabara de 1971 foi a sétima edição da Taça Guanabara, porém não foi o primeiro turno do Campeonato Carioca de Futebol de 1971 e, sim, uma competição à parte. O vencedor foi o Fluminense.

## História
A competição esteve ameaçada de não se realizar por conta de discordâncias sobre a divisão da renda. Enfim, em 26 de junho de 1971 os clubes aceitaram que a divisão fosse feita da seguinte forma: caixa único sobre a renda líquida, sendo dividida com 18% para cada um de Botafogo, Fluminense, Flamengo e Vasco, 11% para o America, 7% para o Bangu e 5% para Bonsucesso e Campo Grande. Em caso de uma eventual final em jogo-extra a renda seria dividida entre os dois finalistas.
O Bangu se retirou da competição para excursionar nos Estados Unidos, em virtude da licença que obteve da Federação Carioca de Futebol, uma vez que o Vasco da Gama não concordou com a antecipação de seus jogos, em represália à
medida judicial que sofrera por falta de pagamento do passe do jogador Dé.
A competição foi disputada com os clubes jogando em rodadas duplas com times mistos e durante atividade da Seleção Brasileira, que conquistou a Copa Rocca nesse período, esvaziando a Taça Guanabara que mudaria a partir do ano seguinte, passando a ser habitualmente o primeiro turno do Campeonato Carioca. O próprio técnico do Fluminense, Zagallo, dirigiu a Seleção Brasileira durante 7 jogos enquanto era disputada essa edição da Taça Guanabara, sendo substituído pelo técnico dos juvenis, Pinheiro.
O Botafogo chegou com vantagem a última rodada, mas a sua derrota para o America por 2 a 1 e a vitória do Fluminense sobre o Flamengo, definiu o título em favor do Tricolor, mas caso tivesse sido o Fla vencedor do Fla-Flu, o título teria ficado com o Rubro-Negro.

## Fórmula de disputa
Os seis participantes jogaram contra os demais participantes apenas em jogos de ida no sistema de pontos corridos.
A classificação final deu-se pelo menor número de pontos perdidos.

## Grupo único

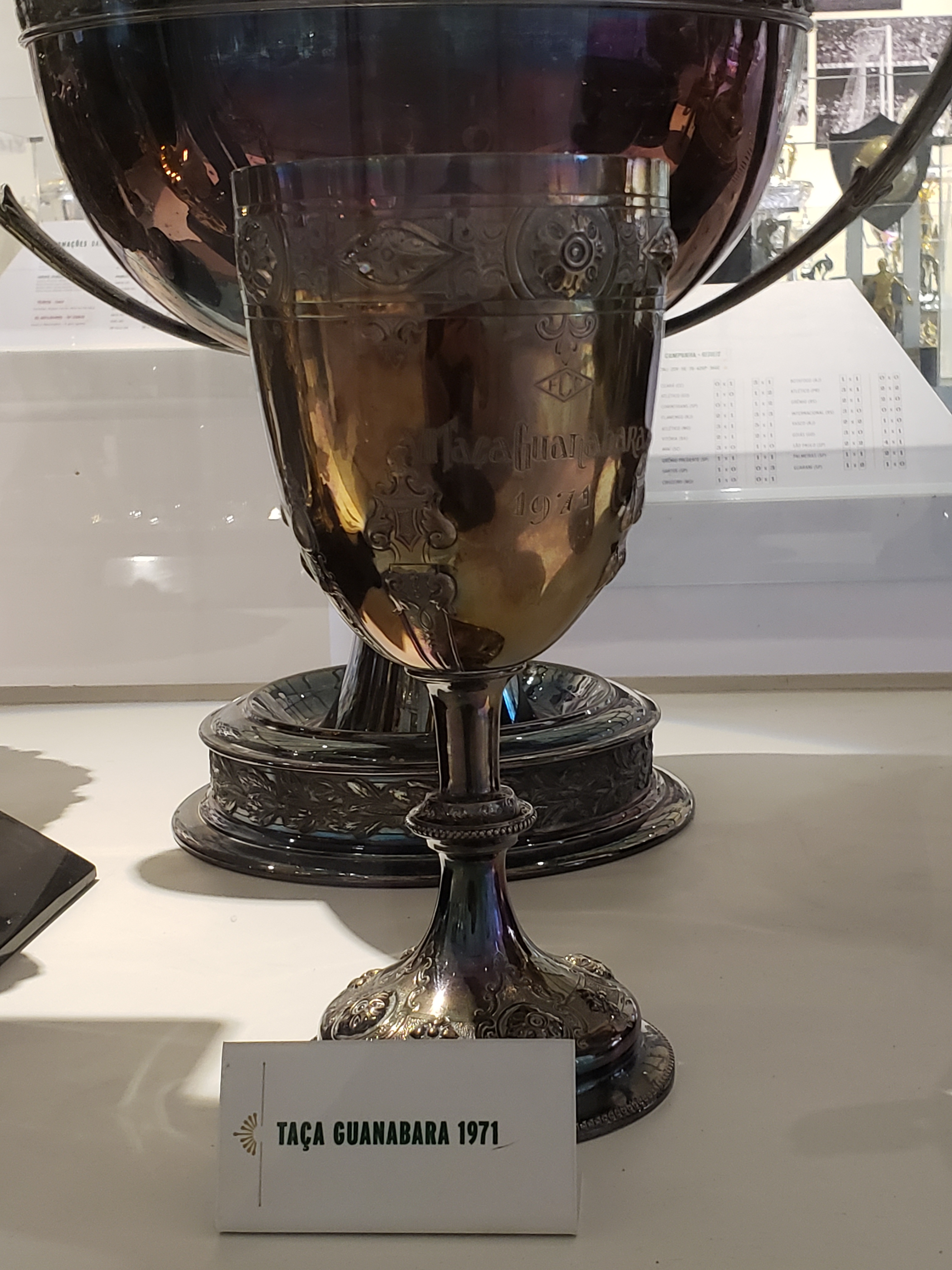
Taça Guanabara de 1971.

| Classificação | Classificação | Classificação | Classificação | Classificação | Classificação | Classificação | Classificação | Classificação | Classificação | Classificação | Classificação |
| #             | Time          | PP            | PG            | J             | V             | E             | D             | GP            | GS            | SG            |               |
| ------------- | ------------- | ------------- | ------------- | ------------- | ------------- | ------------- | ------------- | ------------- | ------------- | ------------- | ------------- |
| 1             | Fluminense    | 3             | 7             | 5             | 3             | 1             | 1             | 9             | 5             | +4            |               |
| 2             | Botafogo      | 4             | 4             | 4             | 2             | 0             | 2             | 3             | 4             | -1            |               |
| 3             | America       | 4             | 4             | 4             | 1             | 2             | 1             | 2             | 3             | -1            |               |
| 4             | Flamengo      | 5             | 5             | 5             | 2             | 1             | 2             | 4             | 5             | -1            |               |
| 5             | Vasco da Gama | 5             | 3             | 4             | 1             | 1             | 2             | 3             | 3             | 0             |               |
| 6             | Bangu         | 3             | 1             | 2             | 0             | 1             | 1             | 3             | 4             | -1            |               |

## Campanha do campeão
1. Fluminense 2–0 America.
2. Fluminense 3–3 Bangu.
3. Fluminense 1–0 Vasco.
4. Fluminense 0–1 Botafogo.
5. Fluminense 3–1 Flamengo.

## Jogo do título
Fluminense 3–1 Flamengo
Data: 1 de agosto de 1971.
Local: Estádio do Maracanã.
Árbitro: Aírton Vieira de Moraes.
Renda: Cr$ 144.824,50.
Público: 29.278 pagantes.
FFC: Jorge Vitório; Oliveira, Sérgio Cosme, Silveira, Toninho; Denilson, Marquinhos, Cafuringa, Mickey, Jair e Rubens Galaxe. Técnico: Pinheiro.
CRF: Ubirajara Alcântara; Rodrigues Neto (Onça), Fred, Reyes, Tinteiro; Liminha, Tales (Chiquinho), Buião, Fio, Zico e Nei. Técnico: Fleitas Solich.
Gols: Mickey aos 4', 48 e 68', Buião aos 65'.
Obs.: Mickey, que foi o grande destaque do Fluminense ao substituir Flávio nas rodadas finais da Taça de Prata de 1970, também foi o grande nome deste Fla-Flu, ao fazer os três gols da vitória tricolor, terminando como artilheiro dessa competição com quatro gols.

## Premiação
| Campeão da Taça Guanabara de 1971 |
| Rio de Janeiro                    |
| --------------------------------- |
| FLUMINENSE Campeão (3º título)    |